# TOMM22
TOMM22‏ (Translocase of outer mitochondrial membrane 22) هوَ بروتين يُشَفر بواسطة جين TOMM22 في الإنسان.